# Штутица
Штутица (алб. Shtuticë) је насеље у општини Глоговац, Косово и Метохија, Република Србија.

## Становништво
| Демографија | Демографија | Демографија |
| Година      | Становника  | Становника  |
| ----------- | ----------- | ----------- |
| 1948.       | 321         |             |
| 1953.       | 346         |             |
| 1961.       | 374         |             |
| 1971.       | 490         |             |
| 1981.       | 655         |             |
| 1991.       | 852         |             |